# Heineken UK

Ehemaliges Logo

Heineken UK (vormals: Scottish & Newcastle plc.) ist ein schottisches Getränkeunternehmen mit Hauptsitz in Edinburgh. Bis zur Übernahme durch Heineken und Carlsberg 2008 war S&N im FTSE in London gelistet.

## Geschichte

### William Younger & Company / Scottish Breweries
Die Geschichte des Unternehmens geht auf William Younger zurück der 1749 in Edinburgh ankommt, um dort als Brauer zu arbeiten. 1777 gründete sein Sohn Archibald Younger mit der Abbey Brewery eine eigene Brauerei. 1930 fusionierte William Younger & Company mit der ebenfalls in Edinburgh ansässigen 1856 gegründeten McEwan's Brewery (Fountain Brewery) zu Scottish Brewers Ltd. Die aus Scottish Breweries hervorgegangenen Marken, Mc Ewan's und Youngers wurden 2011 an die Brauerei Well's & Young's verkauft.

### Newcastle Breweries
John Barras gründete 1770 in Newcastle upon Tyne seine John Barras Brewery. 1890 fusionierte diese mit drei anderen kleineren Brauereien zur Newcastle Breweries Ltd.

### Scottish & Newcastle
1960 fusionierten die Scottish Breweries mit den Newcastle Breweries zur Scottish & Newcastle Breweries (S&N). Eine weitere Übernahme folgte 1987. S&N erwarb die Theakston Brewery in Masham. Mit der Übernahme der Londoner Courage Brewery 1995 wurde S&N das größte Brauereiunternehmen des Vereinigten Königreichs.
Weitere große Übernahmen erfolgten 2000 mit Kronenbourg in Frankreich, Alken-Maes in Belgien und 2002 mit der Baltic Beverages Holding. 2003 wurden die Markenrechte von Bulmers erworben.
Scottish & Newcastle stimmte im Frühjahr 2008 der Fusion mit den Brauereiriesen Carlsberg und Heineken zu einem Kaufpreis von 7,8 Milliarden Pfund (10,4 Milliarden Euro) zu. Die Niederländer übernahmen unter anderem das Geschäft von S&N in Großbritannien und Irland, der dänische Konzern übernahm die noch zu S&N gehörenden 50 Prozent der Brauereigruppe BBH, von der er bereits die andere Hälfte besaß (BBH verkauft vor allem auf osteuropäischen Märkten). Auch die französische Brauerei Kronenbourg ging an Carlsberg.
Am 23. November 2009 erfolgte die Umbenennung in Heineken UK Ltd.

## Brauereien
Aktuell betreibt Heineken UK drei Braustätten sowie zwei Fabriken zur Cider-Produktion in Herefordshire und Ledbury. Historisch gab es noch weitere S&N (bzw. Heineken UK) Brauereien.

### Abbey Brewery

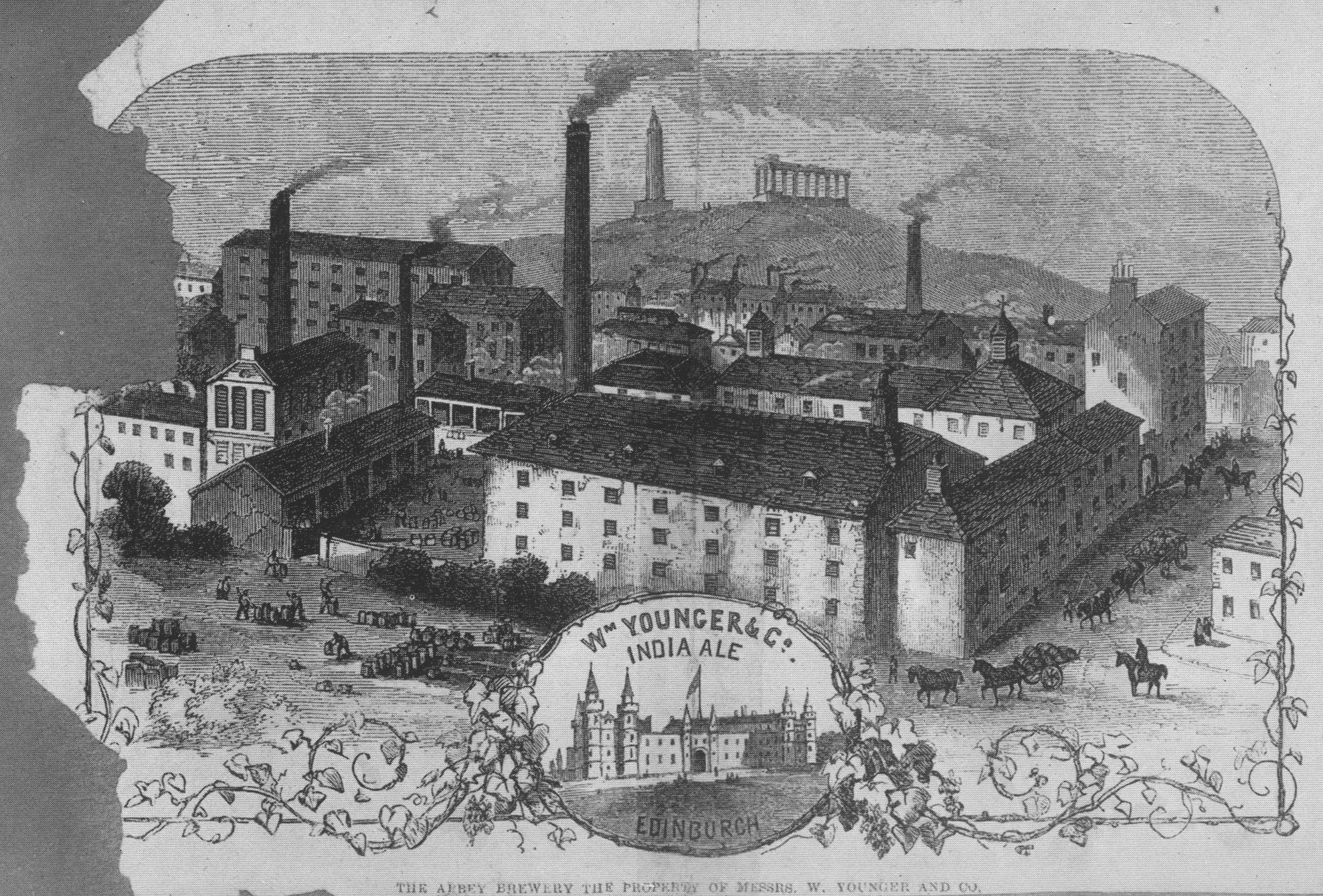
Abbey Brewery

Die Abbey Brewery (William Younger & Company) in Edinburgh wurde 1777 von Archibald Campbell Younger auf dem Gelände der Holyrood Abbey errichtet. 1793 wurde die Brauerei in den Stadtteil Canongate verlegt. Die Brauerei wurde 1956 geschlossen.

### Beamish & Crawford Brewery
Die Brauerei wurde in den 1690ern im irischen Cork gegründet. 1792 von William Beamish und William Crawford erworben, wurde die Brauerei 1995 von Scottish & Newcastle übernommen. Mit der Übernahme von S&N durch Heineken wurde die Brauerei 2008 stillgelegt und die Produktion in die zu Heineken Ireland gehörige Lady´s Well Brewery, ebenfalls in Cork, verlagert. Die Brauerei war zum Zeitpunkt der Schließung die älteste in Irland.

### Beavertown Brewery
Die Brauerei wurde 2011 im Londoner Stadtteil Tottenham gegründet. 2018 stieg Heineken mit einer Minderheitsbeteiligung ein. 2022 wurde die Brauerei schließlich vollständig von Heineken übernommen. Mit 160 Mitarbeitern und einem Ausstoß von 360.000 hl ist die Beavertown-Brauerei die größte Brauerei in der Stadt London.

### Berkshire Brewery
Die Berkshire Brewery wurde 1979 in Reading errichtet, um dort John Smith und Newcastle Bier zu brauen. Wegen Überkapazitäten wurde diese Braustätte 2008 geschlossen. Zuletzt waren 362 Mitarbeiter beschäftigt.

### Brixton Brewery
Die Brauerei im Londoner Stadtteil Brixton wurde 2012 gegründet. Heineken UK war seit 2017 als Minderheitsgesellschafter beteiligt. Anfang 2021 wurde die Brauerei schließlich vollständig von Heineken übernommen. 2024 wurde die Produktion überwiegend nach Tottenham in die Beavertown Brewery verlegt. In Brixton verbleibt nur noch eine kleine Brauanlage, die dort limitierte Biere in kleinen Mengen produziert.

### Caledonian Brewery
Die Caledonian Brewery in Edinburgh wurde 2004 von S&N übernommen. Die Brauerei wurde 2022 geschlossen.

### Federation Brewery
Die Federation Brewery wurde 1921 in Gateshead gegründet. 2004 wurde sie von Scottish & Newcastle gekauft. Nach der Schließung der Tyne-Brewery wurde hier das Newcastle Brown Ale gebraut. 2010 wurde die Braustätte geschlossen.

### Fountain Brewery
Die Fountain Brewery wurde 1856 von William McEwan in Edinburgh gegründet. Auf diese Brauerei geht die heute noch gebraute Marke McEwan´s zurück. 2005 wurde diese Braustätte aber wegen zu hoher Produktionskosten geschlossen. 170 Arbeiter waren dort zuletzt beschäftigt. Die Produktion der McEwans Biere wurde zur Caledonian Brewery verlagert.

### Holyrood Brewery
Die Holyrood Brewery wurde 1858 als zweite Braustätte von William Younger & Company in Edinburgh errichtet. Die Brauerei wurde 1986 geschlossen.

### Royal Brewery
Die Royal Brewery in Moss Side (Manchester) ist der Braustandort für Foster´s Biere im Vereinigten Königreich. Foster´s ist die am zweitmeisten verkaufte Lager-Bier Marke in Großbritannien. 2014 investierte Heineken 50 Millionen Pfund in die Brauerei. Nach dem Ausbau soll die Produktionskapazität bei 2 Millionen Hektoliter jährlich liegen.

### Tadcaster Brewery
Die Brauerei in Tadcaster wurde 1758 von John Smith gegründet. 1885 wurde eine neue Brauerei errichtet. Die alte Brauerei (The old Brewery) übernahm sein Neffe und führte sie als Samuel Smiths Brewery fort. John Smiths Brewery wurde 1970 von der Courage Brewery übernommen. Zusammen mit Courage ging sie 1995 an Scottish & Newcastle.

### Theakstons Brewery
Die Brauerei wurde 1827 von Robert Theakston gegründet. 1987 wurde sie von S&N übernommen. 2004 wurde die Brauerei wieder an die ehemaligen Eigentümer verkauft. Diese gründeten zwischenzeitlich die Black Sheep Brewery.

### Tyne Brewery
Von John Barras 1770 in Newcastle upon Tyne gegründet, war die Tyne Brewery der Ursprung des Newcastle Brown Ale. Die Brauerei wurde 2005 geschlossen.

### Brauereiansichten

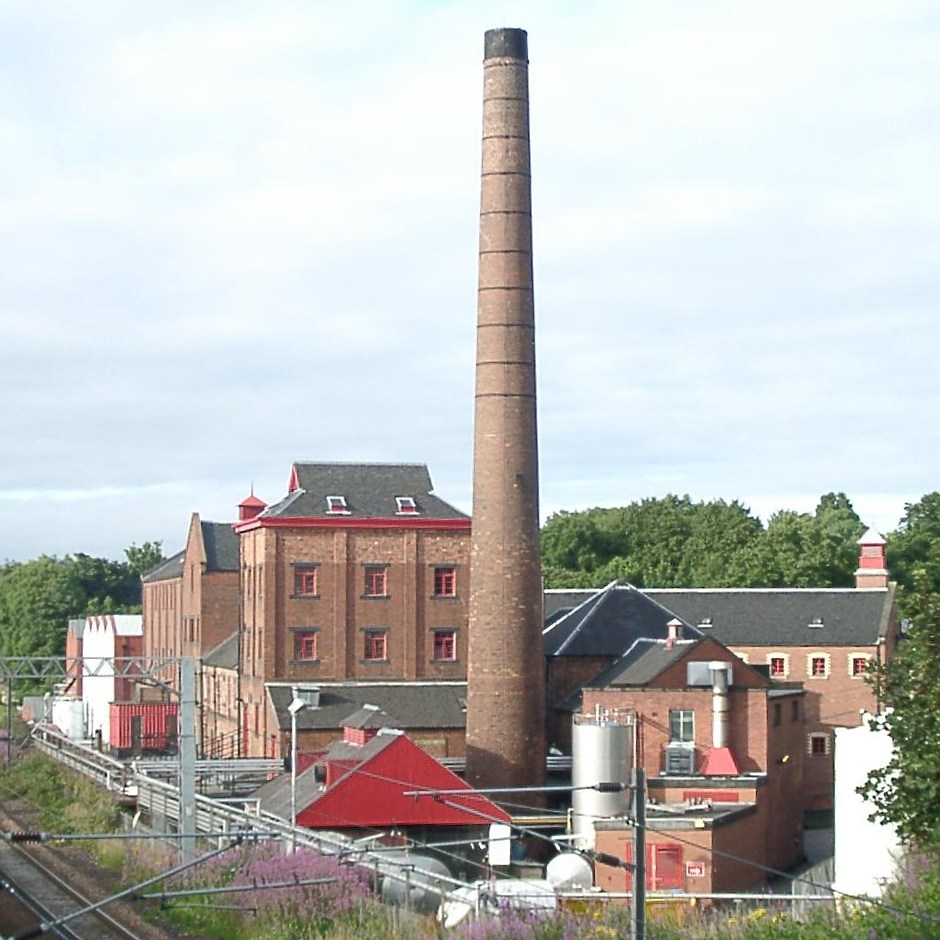
Caledonian Brewery in Edinburgh
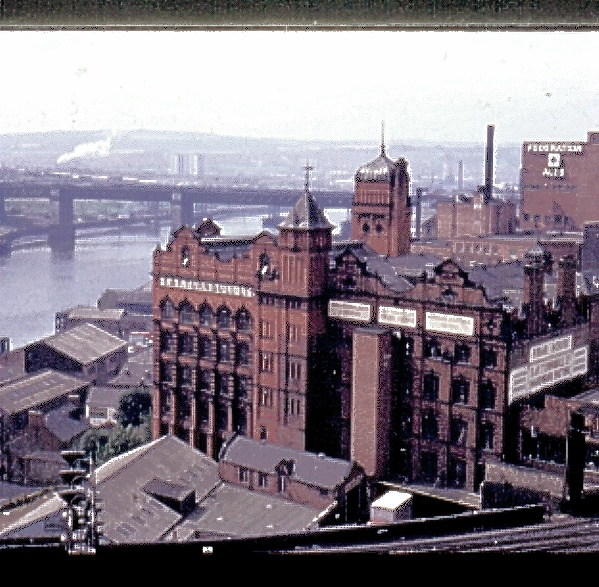
Federation Brewery in Gateshead
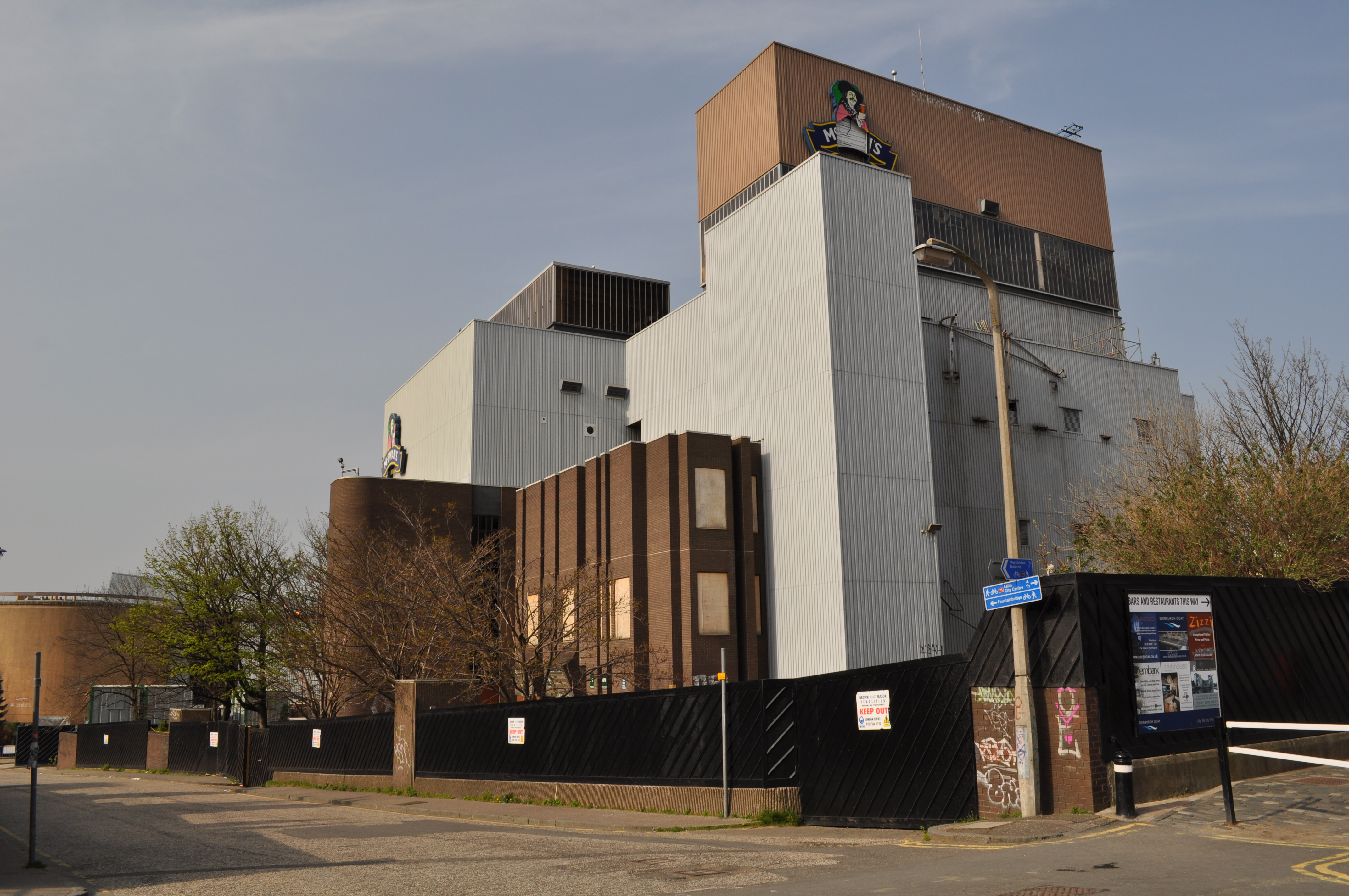
Die Fountain Brewery in Edinburgh
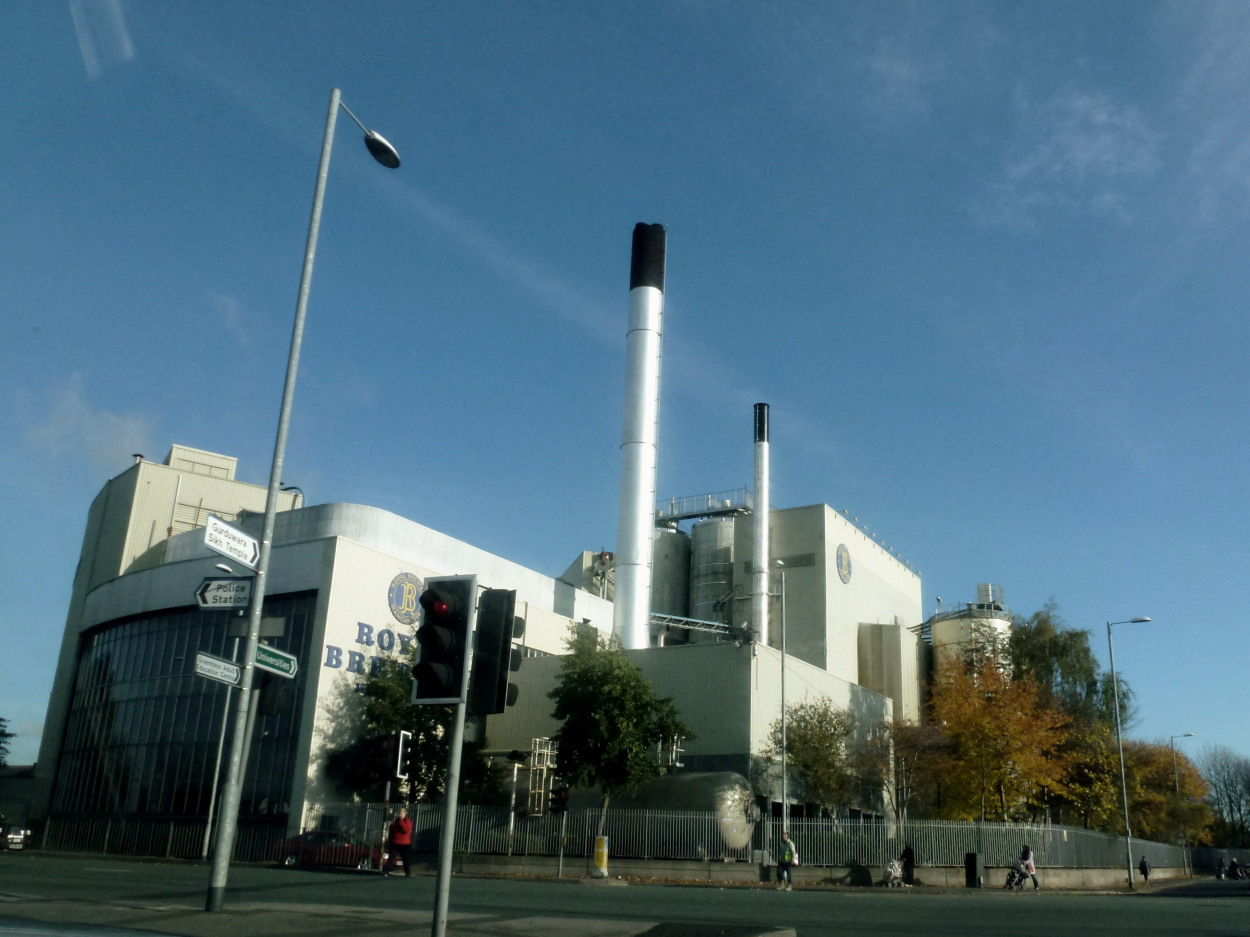
Royal Brewery in Moss Side, Manchester
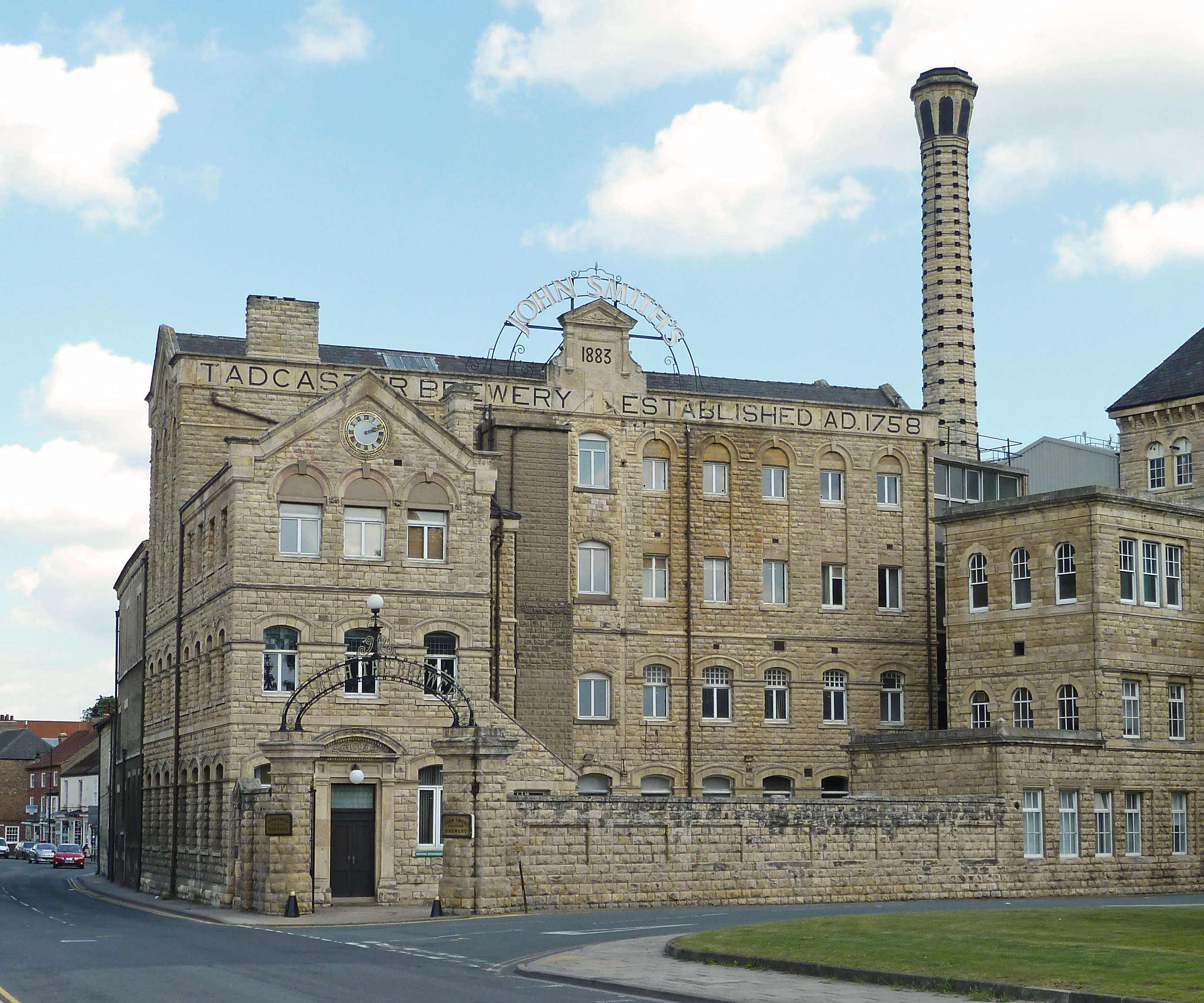
John Smith’s Brewery, Tadcaster
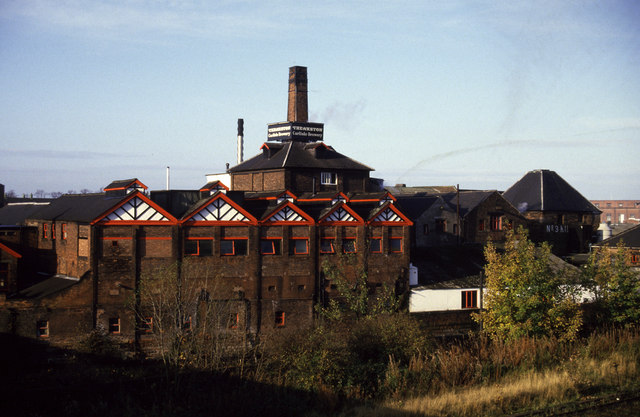
Theakston Brewery
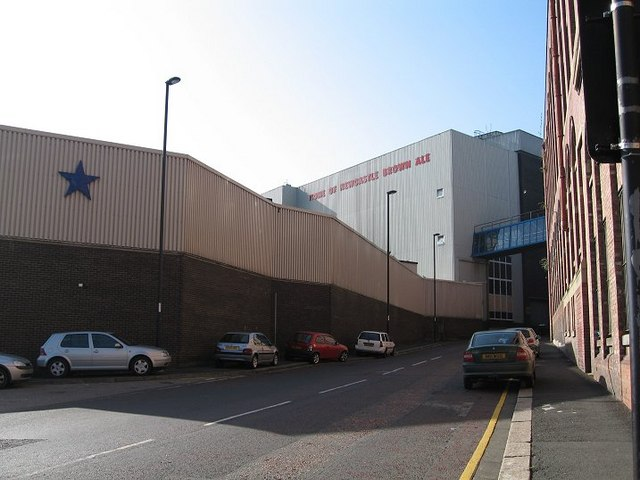
Tyne Brewery in Newcastle

## Marken

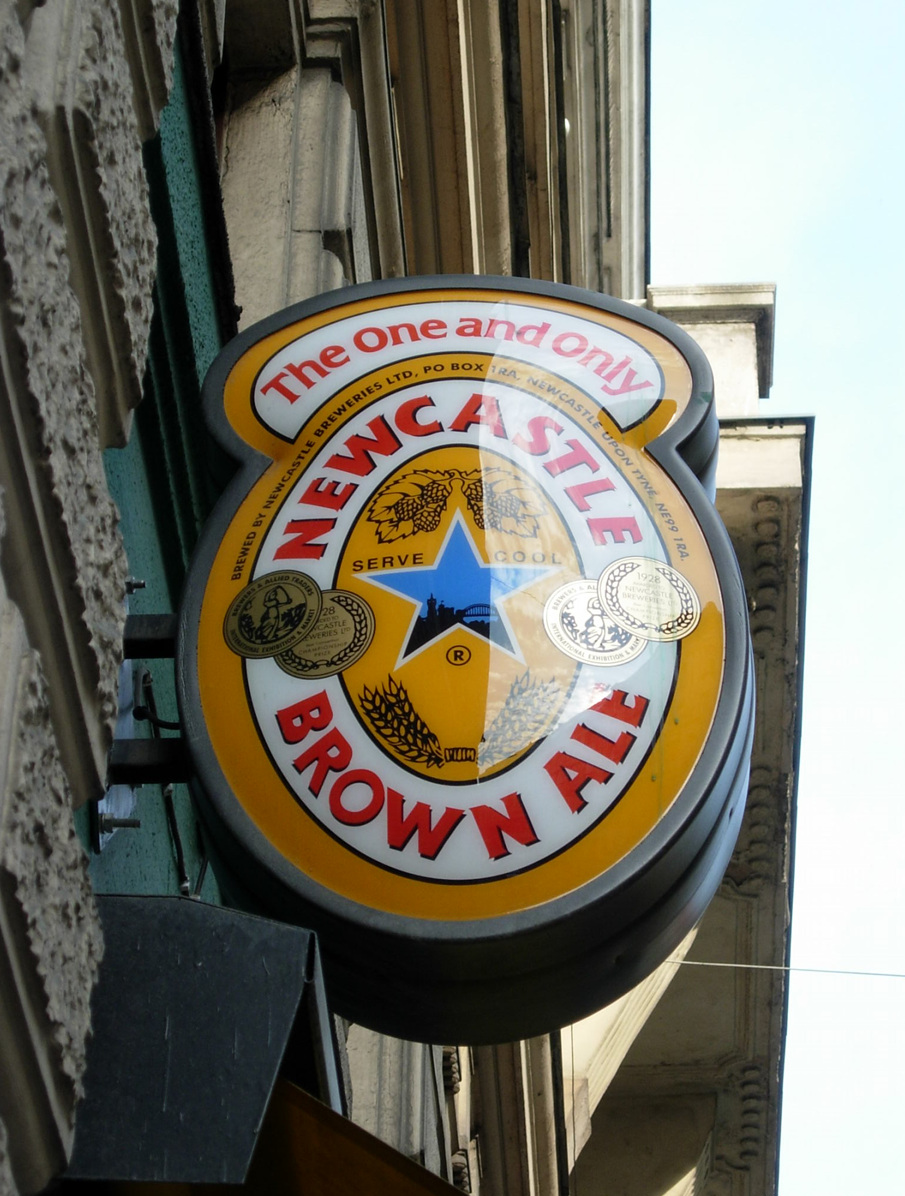
Newcastle Brown Ale

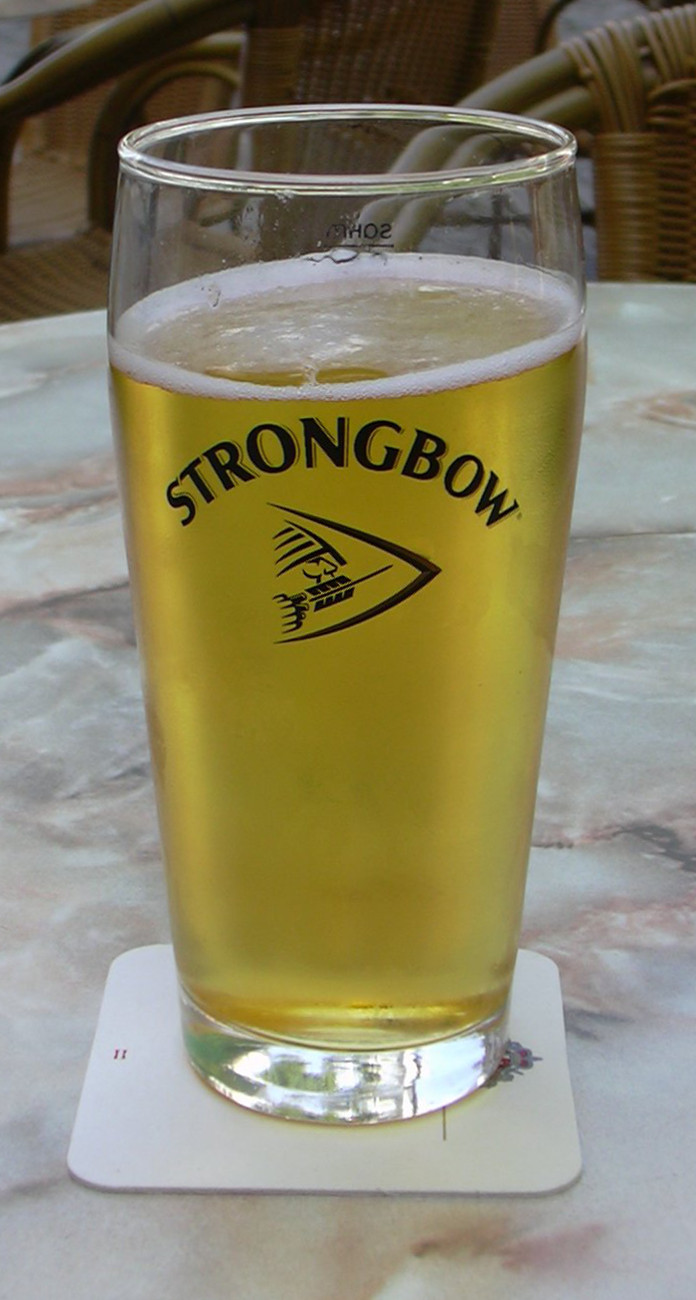
Strongbow Cider

Heineken UK produziert bzw. vertreibt folgende Biermarken:
- Amstel
- Birra Moretti
- Brixton Brewery
- Cruzcampo
- Desperados
- Foster’s Lager
- Heineken
- John Smith's
- Lagunitas
- Murphy’s
- Newcastle Brown Ale
- Red Stripe
- Sagres
- Sol
- Tiger

Heineken UK produziert bzw. vertreibt folgende Cidermarken:
- Bulmers
- Inch's
- Old Mout Cider
- Orchard Thieves Cider
- Scrumpy Jack
- Strongbow Cider
- Symond´s Founders Reserve
- Woodpecker